# Kirow (1977)
Kirow – radziecki a następnie rosyjski krążownik rakietowy z napędem atomowym projektu 1144. Okręt będący pierwszą z serii jednostką projektu 1144 wszedł do służby w grudniu 1980. Jednostkę nazwano imieniem działacza bolszewickiego Siergieja Kirowa. W 1992 imię okrętu zmieniono na „Admirał Uszakow” dla uczczenia żyjącego w latach 1744–1817 admirała Fiodora Uszakowa. Okręt wycofano ze służby w 2001 z powodu braku środków na remont i przebudowę.

## Historia
Stępkę pod budowę pierwszego okrętu projektu 1144 położono w stoczni bałtyckiej w Leningradzie 27 marca 1974. Wodowanie nastąpiło 26 grudnia 1977, wejście do służby 30 grudnia 1980. Okręt przydzielono do Floty Północnej. Przez analityków NATO okręt został oznaczony jako BALCOM I. W 1990 w czasie, gdy przebywał w rejonie Morza Śródziemnego, na okręcie doszło do awarii reaktora atomowego, w wyniku czego jednostkę przeniesiono do rezerwy. 
W 1992, po rozpadzie Związku Radzieckiego, z powodów politycznych zmieniono imię okrętu na „Admirał Uszakow”. W 1999 na okręcie rozpoczął się remont. Ze względów finansowych w 2001 zdecydowano przerwać prace remontowe i ostatecznie wycofać jednostkę ze służby.
W 2003 podjęto decyzję o rozbiórce okrętu. We wrześniu 2004 podjęto decyzję o wybraniu biura projektowego Onega w celu opracowania projektu rozbiórki i dezaktywacji okrętu. Okręt oczekuje na rozbiórkę w porcie Siewierodwińsk. Koszt złomowania, wynoszący 40 milionów dolarów, zdecydowała się pokryć Norwegia. Dodatkowe 12 milionów dolarów należy wydać na przystosowanie składowiska przeznaczonego dla części siłowni atomowej okrętu.